# Give Me Love (Give Me Peace on Earth)
«Give Me Love (Give Me Peace on Earth)» es una canción del artista británico George Harrison y es el tema principal de su álbum de 1973 Living in the Material World. La canción fue lanzada como sencillo en mayo de 1973, alcanzando el número uno en el Billboard Hot 100 de Estados Unidos a finales de junio y el número ocho en el UK Singles Chart. El sencillo de Harrison sustituyó a la canción "My Love" de su excompañero de The Beatles, Paul McCartney, de la cima del Hot 100, después de una semana la canción de Harrison fue reemplazada del número uno por "Will It Go Round in Circles" de Billy Preston, que tocó con Harrison y McCartney durante las sesiones del álbum Let It Be de The Beatles en 1969.

## Posicionamiento

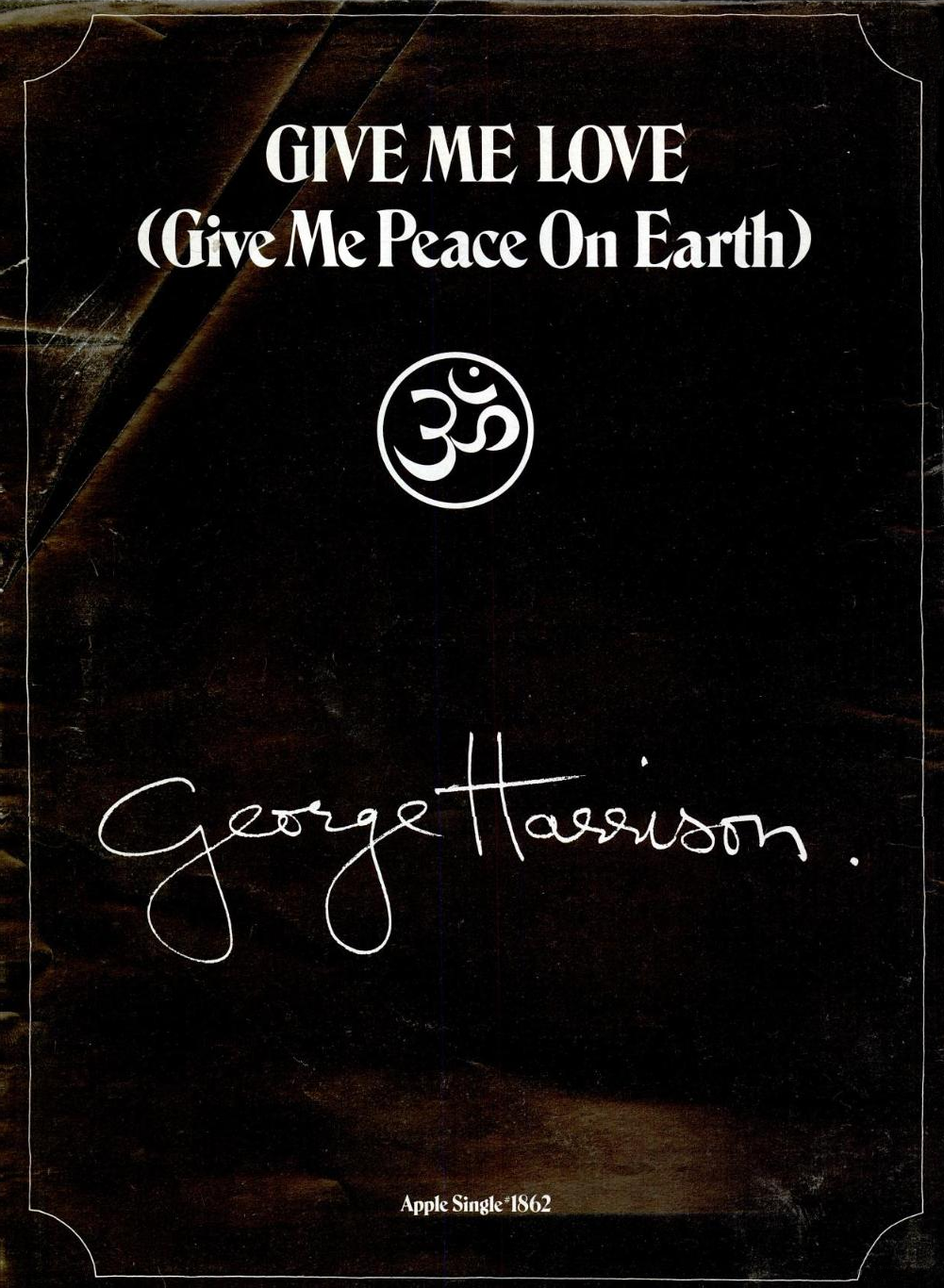
Anuncio promocional de la canción el 12 de mayo de 1973 en Billboard

| Lista (1973)                       | Mejor Posición |
| ---------------------------------- | -------------- |
| U.S. Billboard Hot 100             | 1              |
| U.S. Billboard AC                  | 4              |
| Norwegian VG-lista Singles Chart   | 7              |
| Dutch Singles Chart                | 7              |
| UK Singles Chart                   | 8              |
| German Media Control Singles Chart | 28             |
| Japanese Oricon Singles Chart      | 37             |